# Mon-El
Mon-El, in sommige verhalen ook Lar Gand genoemd, en in uitzonderlijke gevallen als Valor en M'Onel, is een personage dat verschijnt in Amerikaanse comic-boeken gepubliceerd door DC Comics. Hij is onderdeel van de Legion of Super-Heroes, en verschijnt vaak samen met Superboy, en Superman. Het personage was onderhevig aan veel veranderingen in de verhalen waarin hij verscheen over de jaren heen, maar in alle versies is hij een superheld met bijna dezelfde krachten als Superman, soms als een sidekick van hem.
De eerste live-actionverschijning van het personage was in het tweede seizoen van Supergirl, waarin hij gespeeld wordt door Chris Wood. Hij vervulde de rol tot aan het einde van het derde seizoen, waarna hij vertrok.